# Ель-Вахда
Ель-Вахда́, або Є́дність (араб. الوحدة; англ. Unity) — один з 10 штатів Південного Судану. Він має площу 35 956 км ². Його столицею є місто Бенту. Він складається з дев'яти округів і розташований на території деяких багатих нафтових родовищ. Назва «Ель-Вахда» перекладається як «Єдність». До адміністративної реорганізації в 1994 році, був частиною набагато більшого штату — Верхнього Нілу. Населений переважно двома етнічними групами: нуер (більшість) і дінка (меншість).

## Економіка
Сільське господарство є основною економічної діяльності держави. Люди ведуть кочовий спосіб життя скотарів, які беруть участь у сільському господарстві та вирощування худоби, особливо великої рогатої худоби. Сільське господарство ведеться в сезон дощів, хоча деякі вирощування також відбуваються в літній період. Овочі широко не культивуються, бо більшість фермерів є сільськими, а не міськими, і, отже, не мають доступу на ринки збуту їхньої продукції. Деякі неурядові організації впроваджують фермерам практику вирощування для ринку.

## Нафтові родовища Ель-Вахди
Вперше запаси нафти були виявлені тут в 1970-х. Міжнародні нафтові компанії, які займаються розвідкою нафти сприяли масовому переміщенню корінного населення.
Нафтові родовища Ель-Вахди перебувають найбільше накопичуються в басейні Мугладе  і містить приблизно 150 мільйонів барелів (24 млн м³) нафти.  Нафтопровід Великого Нілу починається в нафтовому родовищі Ель-Вахди.

## Округи
Штат поділений на 9 округів:
- Абеїмном
- Гуйт
- Коч
- Маєндіт
- Майом
- Парієнг
- Рубкона
- Леер
- Раїджіяр